# Хемчикский хребет
Хемчи́кский хребе́т — горный хребет в Западном Саяне, на границе Тувы и Красноярского края России.
Протяжённость хребта составляет 70 км. Максимальная высота — 2213 м. Хребет сложен песчаниками и глинистыми сланцами. Северные склоны покрыты кедрово-лиственничной тайгой, на южных (до высоты 1600—1700 м) преобладает горная лесостепь.

## Топографические карты
- Лист карты M-46-3 лет  Чул-акс----. Масштаб: 1 : 100 000. Издание 1974 г.
- Лист карты M-46-4 гора  Хорум-таскыл. Масштаб: 1 : 100 000. Состояние местности на 1984 год. Издание 1993 г.
- Лист карты M-46-5 Одич. Масштаб: 1 : 100 000. Издание 1974 г.